# Singhala robusta
Singhala robusta är en skalbaggsart som beskrevs av Gilbert John Arrow 1917. Singhala robusta ingår i släktet Singhala och familjen Rutelidae. Inga underarter finns listade i Catalogue of Life.